# 黑骑士 (巧克力公司)

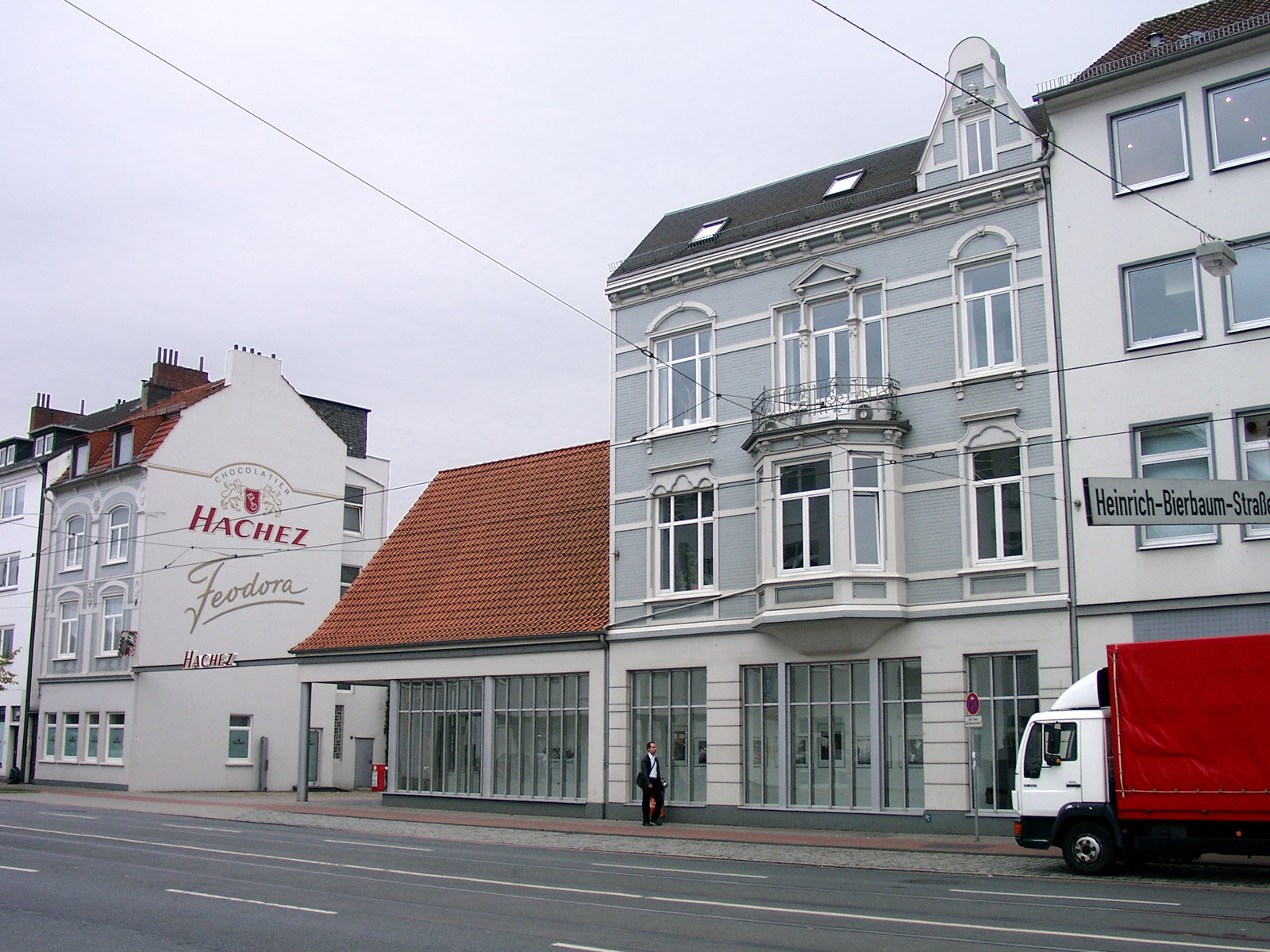
黑騎士（Hachez）位於德國布萊梅新城區的總公司

黑骑士（Hachez），是德国著名巧克力品牌，属于不来梅Hachez巧克力公司，该公司由Joseph Emile Hachez于1890年創立。是德國第二大的巧克力製造商，主要生产高品质和较高价位的巧克力。